# Rhabdodendron
Rhabdodendron — рід, що включає два-три види тропічних дерев Південної Америки.
Рабдодендрон належить до власної родини Rhabdodendraceae, яка була визнана лише останні кілька десятиліть. Система APG II 2003 року (без змін у порівнянні з системою APG 1998 року) віднесла його до порядку Caryophyllales. Система Кронквіста 1981 року розмістила його в порядку Rosales. До створення родини Rhabdodendraceae рід Rhabdodendron мав дуже жваву історію щодо таксономічного розміщення.